# Andrews, South Carolina
Andrews är en kommun (town) i Georgetown County, och Williamsburg County, i South Carolina. Vid 2010 års folkräkning hade Andrews 2 861 invånare.